# عائلة روبنسون السويسرية (فلم)
عائلة روبنسون السويسرية (بالإنجليزية: Swiss Family Robinson) هو فيلم مغامرات أمريكي من عام 1960، من إخراج كين أناكين، ومن بطولة جون ميلز ودوروثي ماكجواير وجيمس ماك آرثر وجانيت مونرو وطومي كيرك وكيفين كوركوران، وهو الفيلم الثاني الذي يستند إلى رواية عائلة روبنسون السويسرية عام 1812 للكاتب يوهان ديفيد ويس.

## روابط خارجية
- مقالات تستعمل روابط فنية بلا صلة مع ويكي بيانات